# Список поселений архипелага Шпицберген

архипелаг Шпицберген

Список поселений полярного архипелага Шпицберген:
- Посёлки
  - Баренцбург
  - Лонгйир
  - Нюбюен
  - Ню-Олесунн
  - Свеагрува
  - Пирамида

- Научно-исследовательские станции
  - Хорнсунн
  - Жёлтая река
  - Химадри
  - НИС Норвежского Полярного Института
  - Хогут — Полярная станция университета Николая Коперника
  - Веренхус — Полярная станция имени Станислава Барановского

- Брошенные поселения XVII—XIX веков
  - Бёльшеойя
  - Гамбургбухта
  - Итре Норскойя
  - Колесбухта
  - Коббефьорд
  - Леагернесет
  - Свердрупбюен
  - Смеренбург

- Брошенные поселения XX века
  - Адвент Сити
  - Виргохамна
  - Грумант
  - Хьёртхамн